# Pandémie de Covid-19 à Laval
Pour un article plus général, voir Pandémie de Covid-19 au Québec.
Cet article concerne la ville canadienne. Pour la ville française, voir Pandémie de Covid-19 en Pays de la Loire.
Cet article relate la pandémie de Covid-19 dans la région administrative de Laval.

## Paliers d'alerte
| Date de changement | 2020  | 2020   | 2020   | 2021   | 2021    | 2021    |
| Date de changement | 8 sep | 15 sep | 28 sep | 7 juin | 14 juin | 28 juin |
| ------------------ | ----- | ------ | ------ | ------ | ------- | ------- |
| Palier             |       |        |        |        |         |         |

- Mesures particulières
- Vigilance
- Préalerte
- Préalerte avec exceptions pour certains territoires
- Alerte
- Alerte avec exceptions pour certains territoires
- Alerte maximale